# Журналюги
«Журналюги» —  роман московского писателя  Сергея Амана (Хуммедова), написанный в 2010 году.

## Сюжет
Роман «Журналюги» охватывает период с 1980-х до начала 2010-х годов. Основу произведения составляет описание жизни главного персонажа — журналиста Сергея Оглоедова из газеты «Московский богомолец», в которой легко угадывается «Московский комсомолец». События, происходившие в этом периодическом издании в 1990-х и 2000-х годах, стали стержнем романа. Но по жанру это не производственный роман, а повествование о любви Сергея Оглоедова к Наташе Гусевой, что вспыхнула во время их учёбы в МГУ и воспрянула в редакции «Московского богомольца».

## Литературные особенности
«Журналюги» — роман с нелинейным сюжетом. Большинство из пятнадцати глав посвящены журналистам газеты, каждый из которых имеет реального прототипа, коими являются нынешние и бывшие сотрудники редакции «МК» — Дмитрий Холодов, Андрей Лапик, Вадим Поэгли, Пётр Спектр, Андрей Яхонтов,  Алексей Меринов,   Виктор Травин, Артур Гаспарян, Анатолий Баранов, Андрей Гусев, Владимир Карташков, Наталья Журавлёва, Елена Василюхина и другие, включая главного редактора Павла Гусева. Все они так или иначе связаны с главным персонажем  —  Сергеем Оглоедовым, которого автор фактически списал с самого себя. Причём связаны именно с главным персонажем, а не главным героем.
Автор вообще определил жанр произведения как роман без героя. И действительно: в романе описаны реальные события, в которых в зависимости от ситуации журналисты оказываются и святыми, и грешными. Несмотря на абсолютно достоверную основу, в книге имеются и откровенно фарсовые эпизоды.
В течение двух лет роман не удавалось издать, поскольку крупные издательства отказывали в публикации, опасаясь негативной реакции главного редактора «МК» Павла Гусева и возможных судебных исков.